# Archifonéma
Az archifonéma a fonológiában olyan elvont entitás, amelyet két fonéma közös vonásai határoznak meg. Az ellentétet közöttük legalább egy-egy különböző vonás valósítja meg, de lehetséges, hogy egyes hangtani kontextusokban ez megnyilvánul, viszont másokban nem. Ez utóbbiakban ellentétük úgymond semlegesül, azaz nem valósul meg. Az archifonéma e semlegesülés eredménye.
Az archifonéma fogalmát és a megfelelő terminust Nyikolaj Szergejevics Trubeckoj, a Prágai nyelvészeti kör  tagja vezette be a fonológiába, egy 1939-ben megjelent munkájában.

## Példa mássalhangzó archifonémára
Mint több más nyelvben, a franciában is megvannak az /s/ (a magyar írásrendszerben sz) és a /z/ mássalhangzók. Közös vonásaik azok, hogy képzésük módja szerint réshangok, és képzésük helye szerint fogmederhangok. Csupán abban különböznek, hogy az /s/ zöngétlen, a /z/ pedig zöngés. Ez az ellentét több hangtani kontextusban valósul meg, amit minimális párok létezése tanúsít ezekkel a kontextusokkal:
- szó elején, magánhangzó előtt: saut [so] ’ugrás’ ~ zoo [zo] ’állatkert’;[2]
- két magánhangzó között: poisson [pwasõ] ’hal’ ~ poison [pwazõ] ’méreg’;[2]
- szó végén, magánhangzó után: visse [vis] ’becsavaroz’ ~ vise [vːz] ’céloz’;[2]
- [j] előtt: l’Asiatique [lazjatik] ’az ázsiai’ ~ la sciatique [lasjatik] ’az isiász’;[4]
- [w][5] előtt, bár csak ún. fél-minimálpárban (amelyben egynél több hangzó változik): Souabe [swab] ’sváb’ ~ zouave [zwav] ’zuáv’;[4]
- [l] előtt, fél-minimálpárban: ficeler [fisle] ’spárgával megkötni’ ~ ciseler [sizle] ’cizellálni’.[6]

A zöngétlen ~ zöngés ellentét semlegesül más kontextusokban, amelyekben nincsenek minimális párok ezekkel a mássalhangzókkal. Két ilyen helyzettípus van. Az egyikben csak a pár egyik tagja lehetséges, mégpedig zöngétlen mássalhangzó előtt, amikor csak /s/-t lehet kiejteni: asphalte [asfalt] ’aszfalt’, espoir [ɛspwɑʁ] ’remény’. Ez azon ritka esetekre is érvényes, amikor az [s]-t z-nek írják: aztèque [astɛk] ’azték’.
A másik helyzettípusban sincsenek minimális párok, de mindkét kiejtés lehetséges összetévesztés kockázata nélkül. Ez zöngés mássalhangzó előtt fordul elő, amikor egyesek [s]-t ejtenek, mások [z]-t. A franciában ilyenkor s-t írnak: sbire [sbiːʁ] vagy [zbiːʁ] ’poroszló’, svelte [svɛlt] / [zvɛlt] ’sudár’, Israël [isʁaɛl] / [izʁaɛl] ’Izrael’, NASDAQ [nasdak] / [nazdak].
A mássalhangzó archifonémákat konvenció szerint nagybetűvel jelzik. A két fonémának megfelelő közül azt választják ki, ugyancsak konvenció szerint, amely a pár nem jelzett tagjának felel meg. A fenti példában ez az /S/, mivel úgy tekintik, hogy a zöngétlen mássalhangzó nem jelzett a párjához képest, mely a zöngésséggel jelzett. Azokat a példákat, amelyekben az ellentét semlegesül, a következőképpen lehet átírni: /aSfalt/, /ɛSpwɑʁ/, /aStɛk/, /Sbiːʁ/, /Svɛlt/, /iSʁaɛl/, /naSdak/.

## Példák magánhangzó archifonémákra
A francia magánhangzók között azon párok esetében van archifonéma, amelyeket a félig zárt ~ félig nyílt ellentét különböztet meg. Ilyenek /e/ ~ /ɛ/ és /o/ ~ /ɔ/. Megjegyzendő, hogy meg kell különböztetni a francia sztenderd nyelvváltozatot és a valóságos nyelvhasználatot, mivel ezek az ellentétek megvannak a sztenderdben és egyes frankofón régiókban (Franciaország északi felének legnagyobb része, Belgium, Svájc és Kanada), de gyakorlatilag kihaltak más régiókban, mégpedig Franciaország többi részében.
E magánhangzók esetében a semlegesülési esetek megállapításához hangtani kontextusokként azt kell figyelembe venni, hogy hangsúlyosak-e vagy sem, és hogy nyílt vagy zárt szótagban vannak-e. Ez utóbbi helyzetben az is számíthat, hogy miféle mássalhangzó zárja a szótagot.

### Az /E/ archifonéma
Az /e/ és az /ɛ/ magánhangzókban az közös, hogy nyelvállásuk szerint mindkettő elöl képzett, és az ajkak állása szerint ajakkerekítés nélküliek. Abban különböznek, hogy az első félig zárt, a másik pedig félig nyílt. Ellentétük nem semlegesül, legalábbis a sztenderdben, amikor nyílt szótagban hangsúlyosak. Minimális párok: nez [ne] ’orr’ ~ naît [nɛ] ’születik’, pré [pre] ’rét’ ~ prêt [prɛ] ’kész’, je ferai [ʒǝfǝʁe] ’csinálni fogok’ ~ je ferais [ʒǝfǝʁɛ] ’csinálnék’.
Az /e/ ~ /ɛ/ ellentét semlegesül bármelyik mássalhangzóval zárt szótagban, akár hangsúlyos a magánhangzó [pl. père [pɛːʁ] ’apa’, sept [sɛt] ’hét’ (számjegy), seize [sɛːz] ’tizenhat’, belle [bɛl] ’szép’ (nőnem)], akár hangsúlytalan (pl. pertinent [pɛʁti'nɑ̃] ’releváns’), nem lévén minimális pár ilyen kontextusokkal.
Ez az ellentét nyílt hangsúlytalan szótagban is semlegesül azzal, hogy a magánhangzót félig zártan, félig nyíltan vagy ezek közötti nyíltsággal is lehet ejteni, pl. maison [mezɔ̃] / maison [mɛzɔ̃] / [me̞zɔ̃] ’ház’.
A megfelelő archifonémát /E/-vel jelzik, ez lévén a legjellegzetesebb egy betűből álló írásjel a két fonéma esetében, tehát a példákat a következőképpen írják át: /pEʁ/, /sEt/, /sEz/, /bEl/, /mEzɔ̃/.

### Az /O/ archifonéma
Az /o/ és az /ɔ/ is csupán a nyíltsági fokukban különböznek. Ellentétük csak olyan hangsúlyos szótagban valósul meg, amelyet /m/, /n/, /l/, /p/, /b/, /t/, /d/ vagy /k/ zár. Minimális párok: pomme [pɔm] ’alma’ ~ paume [poːm] ’tenyér’, sonne [sɔn] ’csenget’ ~ Saône [soːn], Paul [pɔl] (személynév) ~ pôle [poːl] ’pólus’, lobe [lɔb] ’lebeny’ ~ l’aube [loːb] ’a hajnal’, top [tɔp] ’felső’ (ruhanemű) ~ taupe [toːp] ’vakond’ , sotte [sɔt] ’buta’ (nőnem) ~ saute [soːt] ’ugrik’, ode [ɔd] ’óda’ ~ Aude [oːd], roc [ʁɔk] ’szikla’ ~ rauque [ʁoːk] ’rekedt’.
Semlegesül az ellentét e két magánhangzó között hangsúlyos nyílt szótagban, melyben csak az [o] valósul meg: mot ’szó’ és maux ’rosszak’ (főnév) [mo], pot ’fazék’ és peau ’bőr’ [po].
Hangsúlytalan nyílt szótagban [o]-t vagy [ɔ]-t lehet kiejteni, tehát ebben a kontextusban sem valósul meg az ellentét: dinosaure [dinozɔːʁ] vagy [dinɔzɔːʁ] ’dinoszaurusz’.
Az /o/-nak és az /ɔ/-nak megfelelő archifonéma /O/, ami a fenti /sOʁ/, /mO/, /pO/, /dinOzOʁ/ szavakban jelezhető így.

## Területi semlegesülés
Két fonéma archifonémájáról szó lehet egy nyelv olyan változatának a fonológiai rendszerében, legyen az sztenderd vagy területi, amelyben nem valósul meg közöttük az ellentét egyes hangtani kontextusokban, de legalább egyben megvalósulhat. Olyan régiókban, ahol ugyanazt a nyelvet beszélik, de nem valósul meg az ellentét a szóbanforgó fonémák között egyetlen kontextusban sem, nincs szó archifonémáról, csak területi semlegesülésről, ugyanis ilyen az ottani változatnak a saját fonológiai rendszere. Ilyen például az /e/ ~ /ɛ/ ellentét esete, amely hangsúlyos nyílt szótagban sem valósul meg Franciaország számos régiójában.

## Kapcsolódó szócikk
Fonéma